# Go-Yōzei
Go-Yōzei (後陽成, 31 de dezembro de 1571 – 25 de setembro de 1617) foi o 107º imperador do Japão, na lista tradicional de sucessão. Pertencia ao Ramo Jimyōin-tō da Família Imperial. Seu reinado abrangeu os anos de 1586 a 1611. Os anos de seu reinado correspondem ao início do xogunato Tokugawa.

## Vida
Antes de ascender ao Trono do Crisântemo, seu nome pessoal era príncipe Katahito, o filho mais velho do príncipe Masahito e neto do imperador Ōgimachi. Sua mãe foi Kajūji Haruko filha de Kajūji Harusuke, o 13º líder do Ramo Kajūji do Clã Fujiwara e que mais tarde adotou o nome budista de Shinjōtōmon'in.
O príncipe Katahito tornou-se imperador quando seu avô Ōgimachi abdicou em 1586. A sucessão foi recebida pelo novo monarca; e logo em seguida, foi proclamado imperador Go-Yōzei. No final desse mesmo ano o kanpaku Toyotomi Hideyoshi, foi nomeado Daijō Daijin e Go-Yōzei se casa com Asahi no kata, uma meia-irmã mais nova de Hideyoshi.
Em meados de 1590, Hideyoshi liderou um exército com o objetivo de ocupar a Região de Kantō onde sitiou o Castelo Odawara. Quando a fortaleza caiu, Hōjō Ujimasa morreu e seu irmão, Ujinao submeteu-se ao poder de Hideyoshi, terminando assim um período de escaramuças ininterruptas entre os clãs Tokugawa e Go-Hōjō que vinha ocorrendo desde o final da Guerra de Ōnin (1467-1477).
Em 1592 tem início a Guerra Imjin que ira durar até 1597, na qual Hideyoshi envia diversas incursões ao Reino de Joseon (Coréia), com o objetivo de atingir a  China dos Ming.
Em 18 de setembro de 1598, Hideyoshi morreu em Fushimi-Momoyama, seu castelo em Fushimi, aos 63 anos de idade. Em 21 de outubro de 1600 ocorre a Batalha de Sekigahara. Ao final desta o clã Tokugawa e seus aliados derrotam decisivamente toda a oposição. liderada pelo clã Toyotomi.
Em 24 de março de 1603, Tokugawa Ieyasu tornou-se xogum, o que efetivamente inicia o que será conhecido como xogunato Tokugawa. Toyotomi Hideyori tornou-se Naidaijin na corte imperial. Em meados de 1610, Hideyori chegou a Quioto para visitar o ex-xogum Ieyasu; e no mesmo dia, Go-Yōzei anuncia sua intenção de renunciar em favor de seu filho Masahito.
Em 9 de maio de 1611, Go-Yōzei abdica; e seu filho, o príncipe Masahito, recebe a sucessão; e logo em seguida, o imperador Go-Mizunoo formalmente acende ao trono.
Após a abdicação, Go-Yōzei morou por seis anos no Palácio Imperial de Sentō, depois disso, se tornou comum que os imperadores aposentados morassem neste palácio. O nome deste palácio e seus jardins era Sentō-goshō; e os imperadores aposentados em algumas ocasiões passaram a ser chamados Sentō-goshō.
Em 25 de setembro de 1617 Go-Yōzei veio a falecer, e passou a ser consagrado junto com outros imperadores num mausoléu imperial (misasagi) chamado Fukakusa no kita no misasagi (深草北陵) em Fushimi-ku, Quioto.